# Ochlerotatus longifilamentus
Ochlerotatus longifilamentus is een muggensoort uit de familie van de steekmuggen (Culicidae). De wetenschappelijke naam van de soort is voor het eerst geldig gepubliceerd in 1988 door Su & Zhang.